# Agencja Interim
Agencja Interim (franc. Agence intérim) – francuski fabularny serial telewizyjny z 1969 roku, o zabarwieniu humorystyczno-surrealistycznym. Liczył sobie 13 odcinków po 30 minut każdy. W Polsce emitowany był w latach 70. w niedziele.

## Twórcy
- Reżyseria: Marcel Moussy, Pierre Neurisse
- Scenariusz: Francis Veber, Richard Caron, Claude Chablier, Yves Lamy, George Berge.
- Produkcja: Dovidis, ORTF.

## Obsada
- Pierre Vernier - Vic
- Daniel Ceccaldi - Max
- Geneviève Grad - Mireille